# Nevada-Territorium

Das Nevada-Territorium mit dem Utah- und dem New-Mexico-Territorium (1861).

Das Nevada-Territorium war ein historisches Hoheitsgebiet der Vereinigten Staaten, das vom 2. März 1861 bis zum 31. Oktober 1864 bestand. Zu diesem Zeitpunkt wurde das Territorium als 36. Bundesstaat mit dem Namen Nevada in die Union aufgenommen. Die territoriale Hauptstadt war zuerst Genoa und wurde dann nach Carson City verlegt.

## Geschichte
Vor der Schaffung des Nevada-Territoriums war das Gebiet der westliche Teil des Utah-Territoriums und als Washoe bekannt (Washoe ist ein einheimischer Stamm im Westen der Vereinigten Staaten). Die Abtrennung des Territoriums von Utah war für die Bundesregierung wichtig, da zwischen der mehrheitlich christlichen Bevölkerung in Nevada und den Mormonen im Rest des Utah-Territoriums starke Spannungen herrschten.
Durch die reichen Silbervorkommen in Nevada kam es zu einem ständigen Zustrom von Bergleuten, doch war das für die erforderliche Eigenstaatlichkeit nicht genug.
James Warren Nye war der einzige Territorialgouverneur des Nevada-Territoriums. Davor hatte Issac Roop das Amt als erster provisorischer Territorialgouverneur inne. Der Secretary of the Territory war Orion Clemens, älterer Bruder von Samuel Clemens (Mark Twain).

## Grenze
Die östliche Grenze des Nevada-Territoriums war durch den 116. Längengrad definiert, doch als im Osten Nevadas Gold gefunden wurde, verlangte die territoriale Delegation im US-Kongress die Verlegung der Grenze zum 115. Längengrad, was schließlich 1862 bewilligt wurde. Als dann später noch mehr Goldvorkommen nachgewiesen wurden, wurde die Grenze 1864 zum 114. Längengrad ein weiteres Mal verschoben. Diese östlichen Grenzverschiebungen gingen auf Kosten des Utah-Territoriums.
Die südliche Grenze des Nevada-Territoriums war durch den 37. Breitengrad definiert, jedoch ersuchte Nevada 1866 den US-Kongress die Grenze nach Süden zum Colorado River zu verlegen. Der US-Kongress übertrug daraufhin ein Stück des Landes westlich des Colorado Rivers einschließlich des Pah-Ute County, das zum Arizona-Territorium gehörte, am 5. Mai 1866 an den Staat Nevada. Dieser südliche Zipfel von Nevada wurde dann in Clark County umbenannt und beinhaltet die heutige Stadt Las Vegas. Das Arizona-Territorium protestierte stark dagegen, fand allerdings nur wenig Sympathie, da dieser Teil von Arizona während des Amerikanischen Bürgerkrieges auf Seiten der Konföderierten Staaten stand.
Die genaue Lage der Grenze zu Kalifornien, zwischen dem Lake Tahoe und dem Schnittpunkt des 35. Breitengrades mit dem Colorado River, war umstritten und wurde mehrfach vermessen, zuletzt im 20. Jahrhundert. Auch nördlich davon blieb die genaue Grenze entlang der Sierra Nevada lange Zeit unklar – die Region um das heutige Susanville war bereits vom Nevada-Territorium als Roop County organisiert worden, als sich 1864 herausstellte, dass es größtenteils auf kalifornischem Gebiet lag.